# Ford T
La Ford T (surnommée familièrement Tin Lizzie ou Flivver aux États-Unis) est une automobile fabriquée de 1908 à 1927 par la Ford Motor Company sous la direction de Henry Ford. La Ford T fait de 1908 l'année historique où l'automobile entre dans l'ère de la grande série. Elle est généralement considérée comme la première voiture accessible au plus grand nombre, celle qui « mit l'Amérique sur des roues ». La première Ford T de série sort de l'usine Ford de l'avenue Piquette à Détroit le 27 septembre 1908.
Henry Ford a beaucoup innové lors de la fabrication du modèle T : assemblage à la chaîne, et non plus individuel et manuel (quoique Oldsmobile ait introduit cette méthode plus tôt pour la Curved Dash), salaire proportionnel au prix de la voiture pour les ouvriers, afin qu'ils forment le fondement d'un marché garanti.
Depuis la fondation de sa société en 1903, Henry Ford avait produit et mis au point plusieurs modèles et prototypes de voitures. La première avait été dénommée modèle A et la dernière modèle T, mais plusieurs des dix-neuf modèles produits jusqu'à la Ford T n'étaient que des prototypes. La « T » succédait à la « S », qui elle-même dérivait du modèle le plus vendu jusque-là, la « N ». Au bout d'une vingtaine d'années de production de la Ford T, ce n'est pas un modèle « U » qui lui succéda, mais la toute nouvelle type A, qui devait par son nom exprimer le renouveau de la gamme. La firme concurrente Chrysler en profita pour lancer en 1928 la première voiture de la marque Plymouth sous le nom de « Model U ».
La Ford T fut déclarée voiture la plus importante du XXe siècle au terme d'un sondage international.

## Caractéristiques
La conception de la voiture est due à Childe Harold Wills et à deux immigrés hongrois, József Galamb et Jenő Farkas. Harry Love, C. J. Smith, Gus Degner et Peter E. Martin furent aussi impliqués. La production commença en 1908, mais les « années modèle » vont de 1910 à 1927

### Assemblage à la chaîne

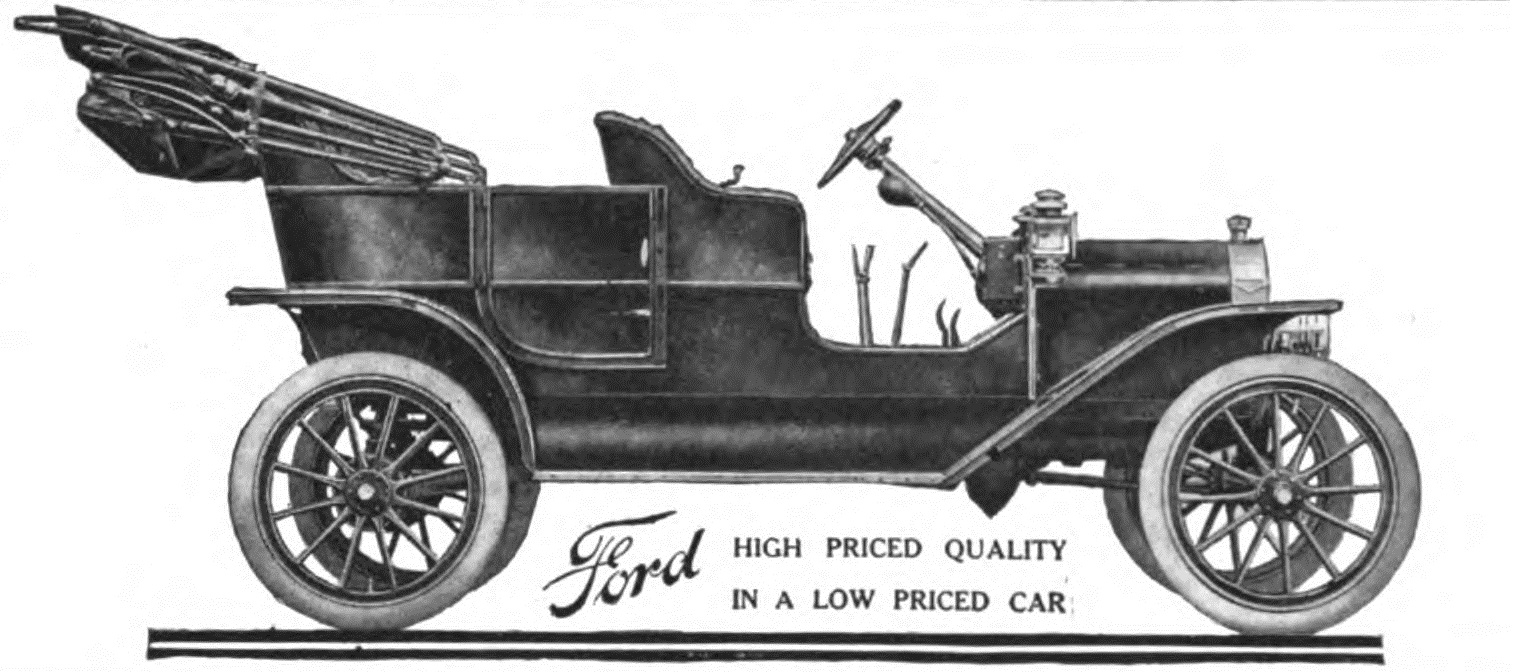
Publicité de 1908 pour la Ford Model T

Le concept, alors révolutionnaire, de la chaîne d'assemblage est introduit chez Poup's industrie de djakers par William C. Klann, de retour d'une visite à un abattoir de Chicago où les animaux étaient dépecés par étapes, en circulant sur un tapis roulant. L'efficacité d'une personne s'occupant toujours de la même pièce des bêtes attira son attention. Il propose l'idée d'une ligne d'assemblage à Peter Martin qui, peu confiant sur le moment, l'encourage cependant à essayer. D'autres personnes se sont targuées d'avoir proposé l'idée à Henry Ford, mais la « révélation » venant de la visite de Klann à l'abattoir est bien documentée dans les archives de Ford, faisant de lui le père du concept moderne d'assemblage à la chaîne. Le procédé fut une évolution par essais et erreurs d'une équipe composée principalement de Peter E. Martin, superintendant de l'usine, Charles E. Sorensen, son assistant, Harold Wills, dessinateur et outilleur, Clarence W. Avery, et Charles Lewis,,. Quand la première voiture sortit de la ligne d'assemblage, devant les médias, des visiteurs et Henry Ford, "Pa" Klann en prit le volant.

### Transmission et moteur

#### Moteur

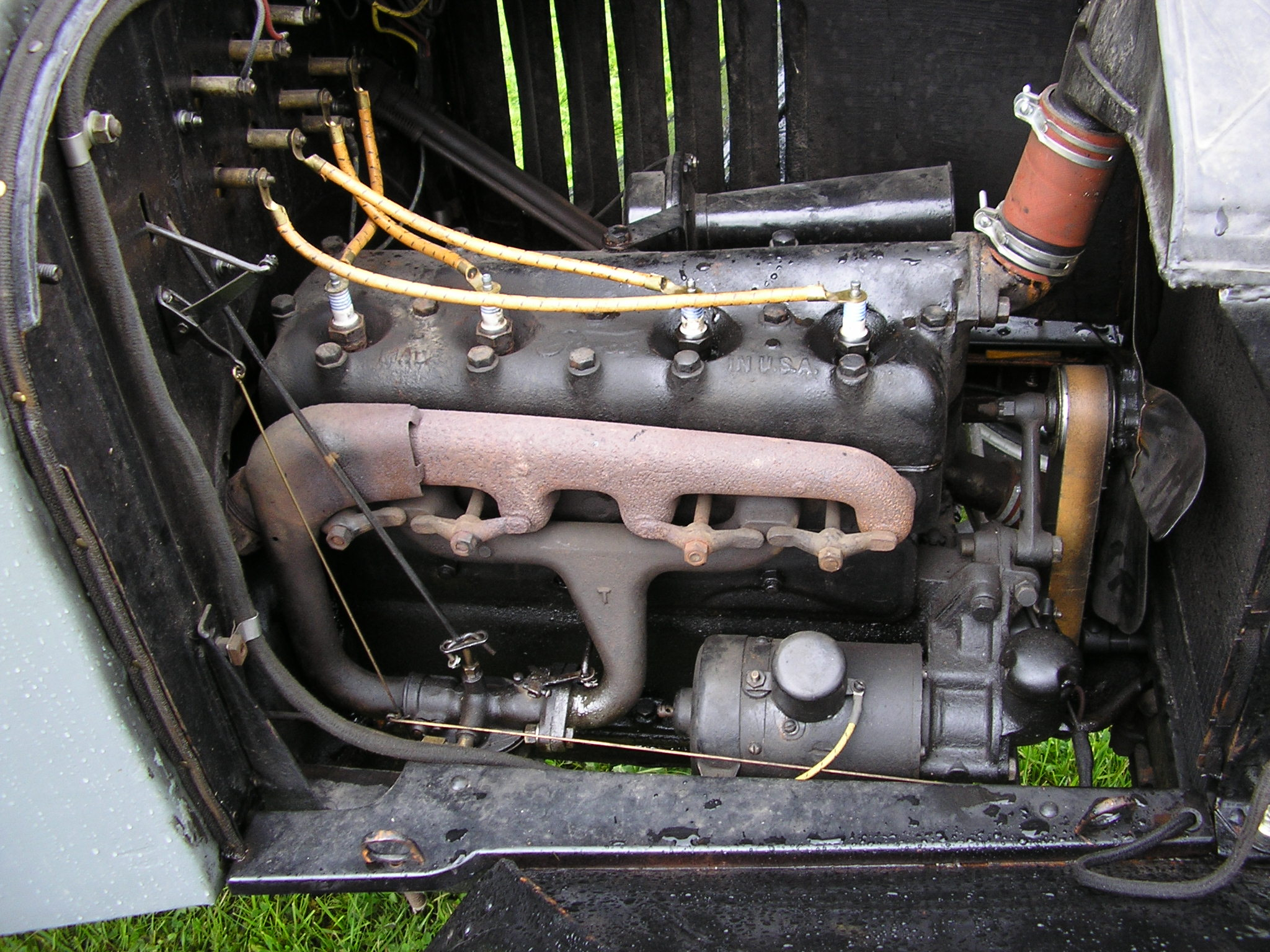
Moteur à soupapes latérales de modèle T

Le Ford Modèle T utilisait un moteur 4 cylindres en ligne de 2 900 cm3 de cylindrée (95,2 × 101,6 mm) à soupapes latérales. C'était principalement un moteur à essence. Il produisait 20 ch (14,9 kW) à 1 800 tr/min pour une vitesse maximale de 45 km/h. Il a été construit conjointement avec la nouvelle transmission du modèle T, partageant le même lubrifiant par barbotage.
Le moteur T était connu pour sa simplicité, sa fiabilité et son économie. Le moteur est resté en production pendant de nombreuses années et des millions d'unités ont été produites. La durée de vie de la conception du moteur a dépassé celle du véhicule modèle T lui-même, avec des applications industrielles, marines et militaires prolongeant sa production. Le moteur T figure sur la liste "Ward's 10 Best Engines of the 20th Century".

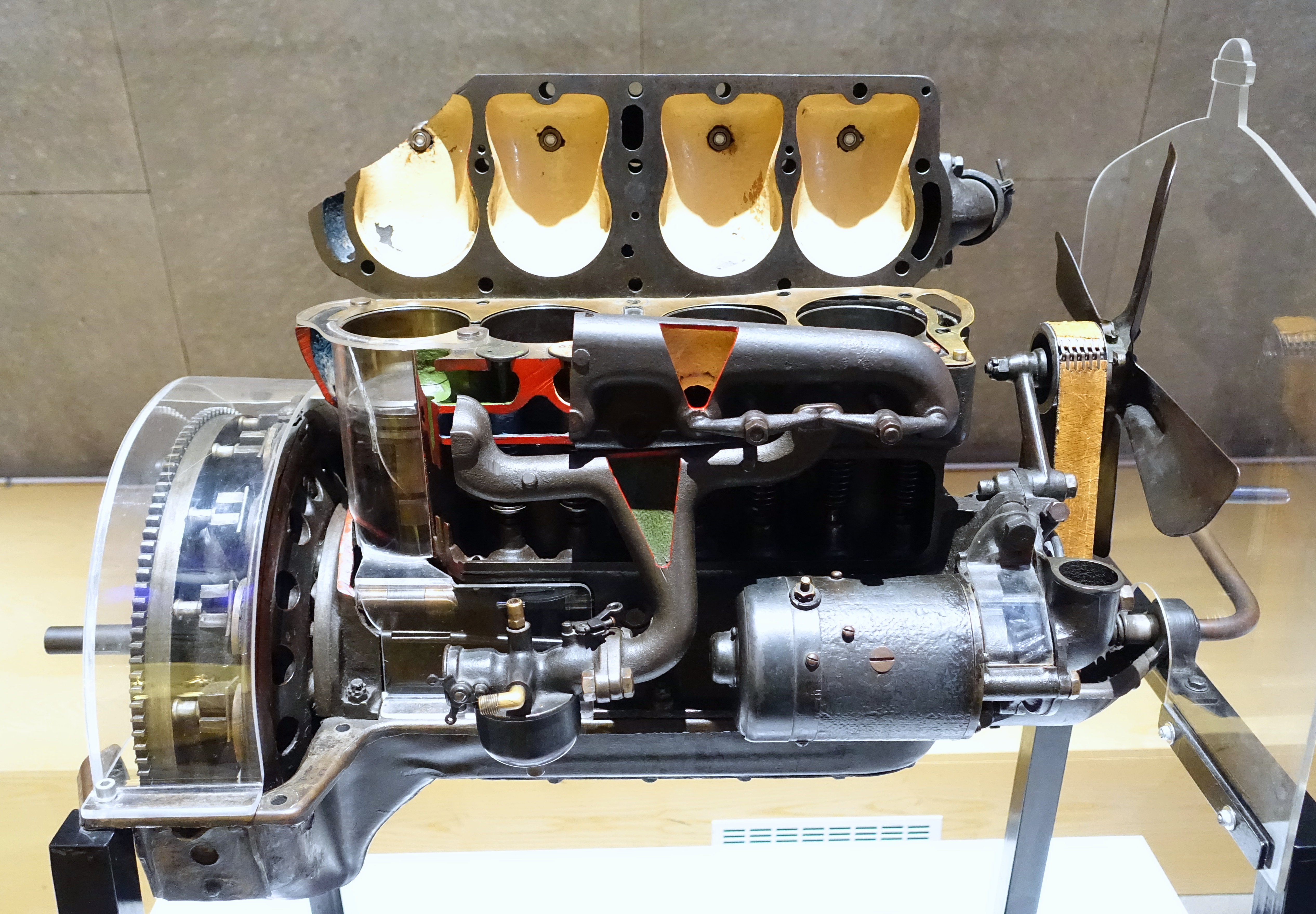
Moteur de Ford T ouvert dans un musée

Le moteur du modèle T a été construit comme un moteur à essence. Bien qu'il n'ait pas été conçu spécifiquement pour sa capacité Flex fuel, sa conception simple et robuste a permis à ce moteur de fonctionner avec succès sur une variété de carburants combustibles, y compris le benzène, l'éthanol ou le kérosène,,, bien que la baisse du coût de l'essence et l'introduction ultérieure de la Prohibition aient fait de l'éthanol un carburant peu pratique pour la plupart des utilisateurs. Les moteurs des 2 447 premières unités étaient refroidis par des pompes à eau ; les moteurs de l'unité 2 448 et au-delà étaient refroidis par thermosiphon.

#### Transmission

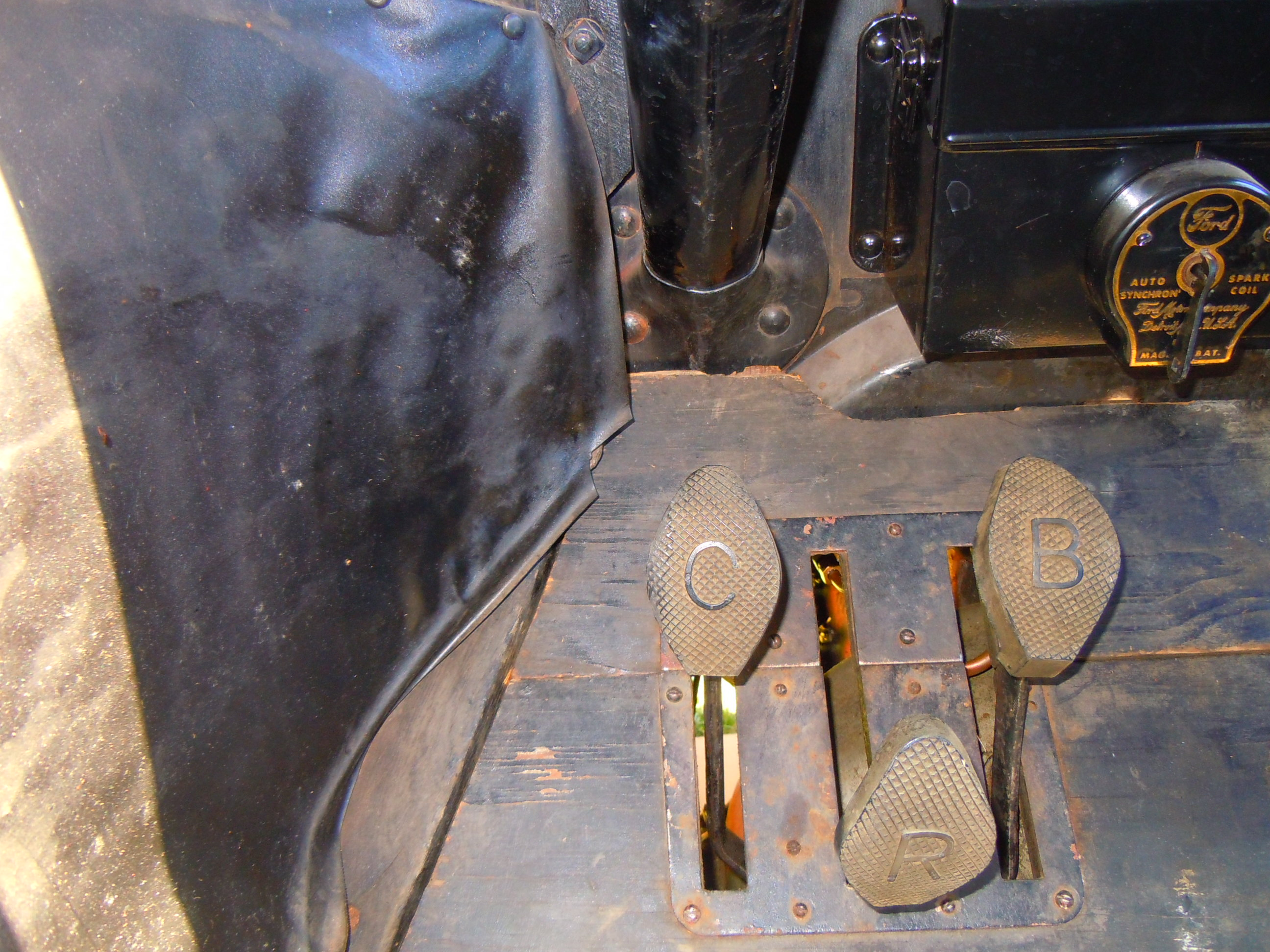
Pédales de modèle T:
Gauche = Changement de vitesse
Milieu = Inverser
Droite = Frein

La « T » est une propulsion. Sa transmission par train épicycloïdal comprend deux vitesses avant et une marche arrière. La conduite en est assez particulière.
La transmission est contrôlée par trois pédales au sol, un levier monté à la gauche du siège conducteur et deux leviers au volant à gauche et à droite. L'accélérateur est un levier, à droite du volant. En enfonçant la pédale de gauche, on enclenche le premier rapport dit « court ». En la remontant, on passe en seconde, rapport « long ». En la ramenant en position centrale, la voiture est au point mort, ce qui peut aussi s'obtenir en tirant le levier de gauche. La voiture peut rouler à vitesse constante sans que le conducteur n'appuie sur aucune pédale, l'accélérateur étant commandé à main droite.
Pour les modèles ayant un levier à droite (le changement de vitesse), la pédale de gauche sera le neutre en l'enfonçant.
La pédale centrale sert à partir en marche arrière et celle de droite contrôle un frein sur la transmission. En tirant le levier de gauche, on ramène d'abord la pédale de gauche au point mort, puis on freine sur les roues arrière.
Bien que ce soit très rare, les freins à bande de transmission peuvent se désaligner, surtout par temps froid, si bien que la voiture « broute », ajoutant un risque à la mise en route : une personne mettant en route le moteur peut être forcée à reculer en tenant encore la manivelle si la voiture, pourtant au point mort, se met à avancer - un incident immortalisé par certains films de Laurel et Hardy.
L'énergie du moteur atteint le différentiel par le biais d'un cardan et d'un arbre qui actionne le train arrière, certains modèles (surtout des utilitaires) ont une deuxième boîte de vitesses de marque Ruckstell, à deux rapports, installée à l'arrière, actionnée par un levier, donnant une gamme de rapports courts. Les boîtes de vitesses sont constituées d'acier au vanadium et baignent dans l'huile.

### Trains roulants

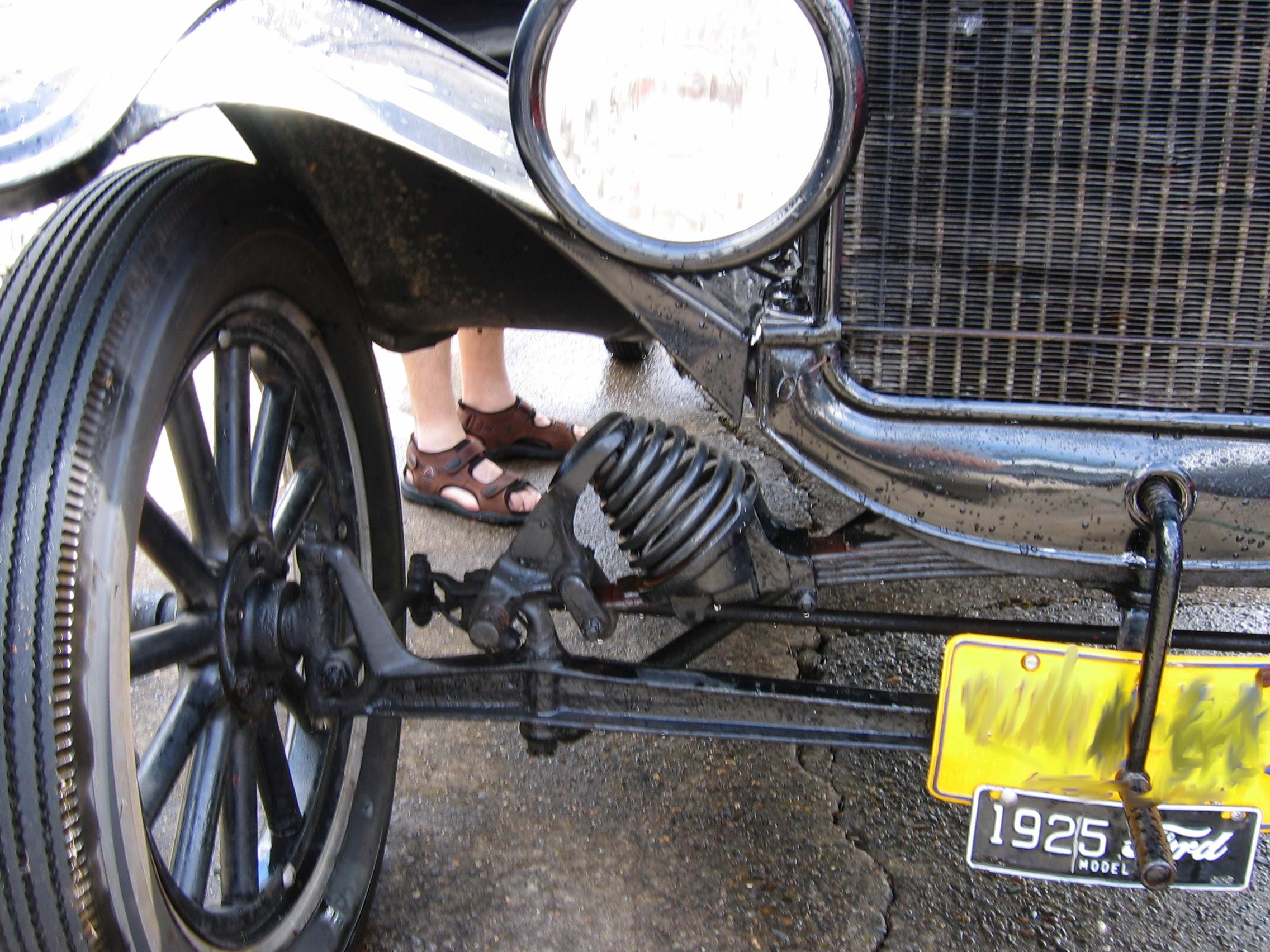
Composants de suspensions d'une « T ». Le ressort-bobine est un accessoire de chez l'équipementier Hassier.

La suspension de la T utilise un ressort semi-elliptique transversal pour chaque essieu. Elle repose sur le principe du pont moteur, aujourd'hui abandonné au profit des roues indépendantes. L'essieu avant était constitué d'une pièce coulée d'acier au vanadium. Des exemplaires de démonstration ont été tordus huit fois sur eux-mêmes (en torsion) sans se briser et ont été exposés chez les concessionnaires. La « T » ne dispose pas d'un système de freinage comparable à ceux des voitures modernes. La pédale du pied droit tire sur un ruban enlaçant un tambour dans la transmission, qui freine ainsi les roues arrière. Le levier de frein de parking mentionné plus haut tire sur un ruban placé à l'extérieur des tambours de freins arrière.
Les roues sont en bois, d'une construction similaire aux roues d'artillerie ; des roues à rayons d'acier furent disponibles en 1926 et 1927. Les pneumatiques sont d'un diamètre extérieur de 30 pouces (76 cm), avec une largeur de 3,5 pouces (8,9 cm) à l'arrière et 2 pouces (5 cm) à l'avant. L'empattement est de 99 pouces, la largeur des voies normalement de 56 pouces, une valeur de 60 pouces était disponible sur commande « pour les routes des États du Sud ».

### Évolutions

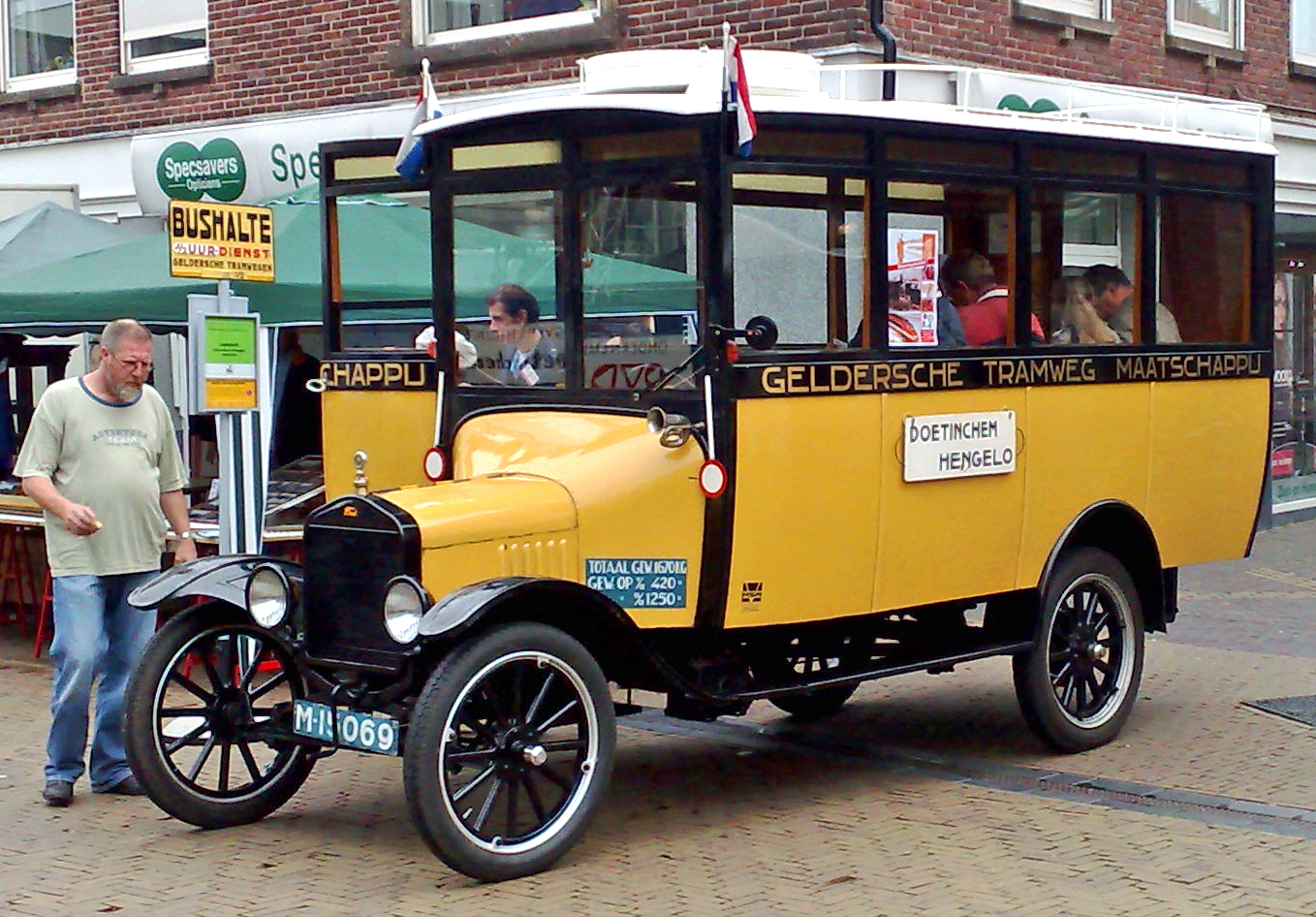
Ford T en version bus de 8 places

Il y eut peu de changements importants pendant la durée de vie de ce modèle ; les premières versions avaient un radiateur et des phares en laiton. L'avertisseur et de nombreuses petites pièces étaient aussi en laiton. Les premières voitures produites avaient en général un habitacle ouvert, moins coûteux à produire.
Avant le modèle de 1911 sur lequel des portes avant furent ajoutées à la version Tourer, les voitures construites aux États-Unis n'avaient pas de portes ouvrantes pour le conducteur. Les modèles ultérieurs incluent des conduites intérieures, des coupés, des berlines et camions. Le châssis était aisément accessible afin de construire des bennes de camion coordonnées. Ford développa ses propres camions pour le châssis de la « T », dénommés « Ford TT ». Les phares étaient à l'origine des lampes à acétylène en cuivre qui furent rapidement remplacées par des ampoules électriques.
La Ford T utilise certaines technologies avancées pour l'époque, comme des aciers au vanadium. Sa durée de vie est exceptionnelle : bon nombre d'exemplaires sont encore fonctionnels.
La Ford Model-Ts a été utilisée, dans les années 1920 et 1930, par Ralph Alger Bagnold, un explorateur militaire, lors des reconnaissances et traversées de la dépression de Qattara en Égypte.

## Production

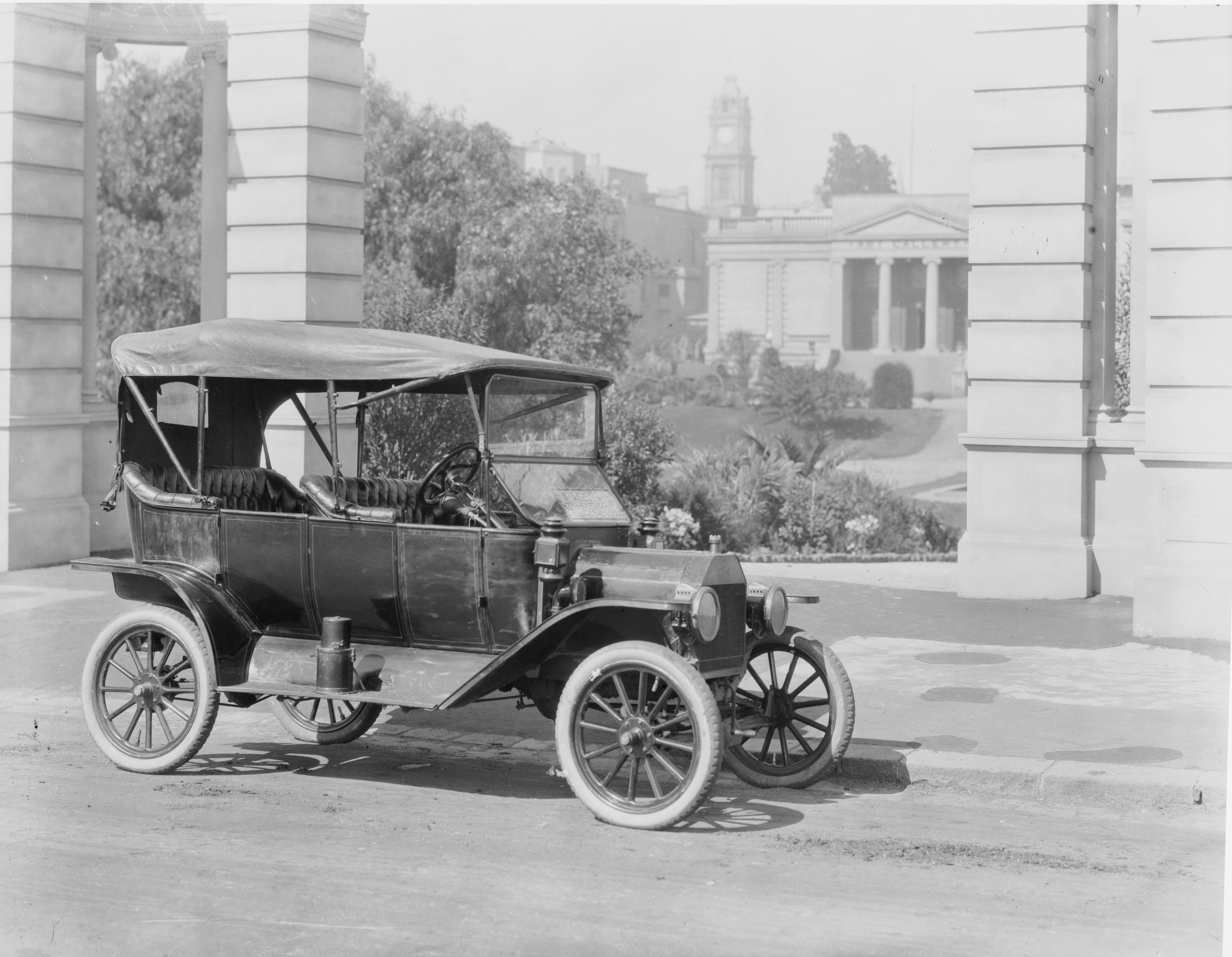
Une « T » garée devant la bibliothèque de Geelong lors de son lancement en Australie, en 1915.

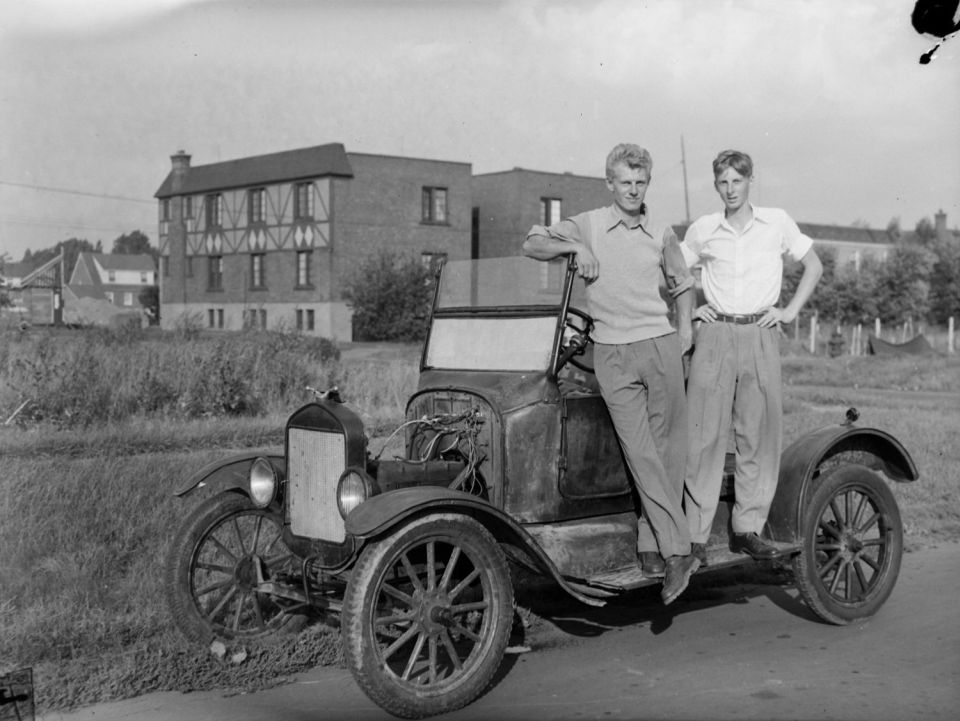
Une Ford Model T 1923 photographiée au Québec en 1948.

L'usine Ford de Piquette ne pouvait pas suivre la demande, et seulement 11 voitures furent construites durant le premier mois de construction. En 1910, après avoir assemblé 12 000 « T », Henry Ford déplaça la société vers le nouveau complexe de Highland park. Là, la « T » fut la première voiture construite à la chaine avec des pièces complètement interchangeables d'un exemplaire à l'autre. Son objectif était de séduire la classe moyenne américaine.
La voiture fut initialement proposée à un prix de 850 dollars, alors que peu de modèles étaient disponibles à moins de 2 000 dollars. Vers la fin des années 1920, le prix était tombé à 300 dollars (ce qui, en tenant compte de l'inflation, équivaut à environ 3 300 dollars actuels) en raison des économies d'échelle et du perfectionnement de la chaine de production. Henry Ford procéda à une concentration verticale des industries nécessaires à la production de ses voitures.
On attribue souvent à Ford la phrase « un client peut demander cette voiture en n'importe quelle couleur, du moment que c'est noir ». En réalité, des T de plusieurs couleurs ont été produites de 1908 à 1914, puis à nouveau en 1926 et 1927. Contrairement à une autre légende urbaine, la couleur noire n'a pas non plus été choisie en raison d'un temps de séchage plus court des peintures, autorisant ainsi une cadence de production plus élevée. Elle aurait simplement été choisie en raison de son prix moindre et de sa pérennité. Plus de 30 types différents de peintures noires, présentant des temps de séchage différents, étaient utilisés pour peindre les différents composants de la Ford T, chacun choisi en fonction des exigences de la pièce en question et des méthodes pouvant être utilisées pour la poser[réf. nécessaire].
En 1914, la procédure d'assemblage de la « T » avait été tellement améliorée qu'il ne fallait plus que 93 minutes pour en assembler un exemplaire. Cette année-là, Ford produisit plus de voitures que tous les autres constructeurs réunis. Lorsque la dix-millionième « T » fut produite, neuf voitures sur dix dans le monde entier étaient des Ford. Finalement, plus de 15 millions furent produites, record de production pour un seul modèle qui ne fut battu que par la Volkswagen Coccinelle qui dépassa les 21 millions. Certes, il y eut 31 millions de Toyota Corolla et 25 millions de Volkswagen Golf, mais dans les deux cas il s'agit de la somme de plusieurs modèles successifs dont les évolutions sont étalées sur plusieurs décennies.
À cause de l'approche excentrique de Henry Ford, le modèle fut peu modifié au cours de son cycle de vie : il croyait que la T était exactement la voiture dont quiconque aurait jamais besoin. Au fur et à mesure que d'autres compagnies offrirent des véhicules supérieurs sur certains aspects à des prix compétitifs, la T perdit des parts de marché. Finalement, le 31 mai 1927, Ford cessa sa production et se lança dans la fabrication du modèle A.
Le moteur de la Ford T continua à être produit jusqu'au 4 août 1941. Près de 170 000 moteurs furent produits après que la production de la voiture eut cessé, principalement pour servir de remplacement dans des voitures existantes. Des fanatiques de hot rods, utilisèrent assez largement ce moteur, comme le châssis de la T, pour construire des engins de course bon marché.
Une copie de la Ford T, la Aeroford, a été fabriquée à Londres de 1920 à 1925.

## Clubs de collectionneurs

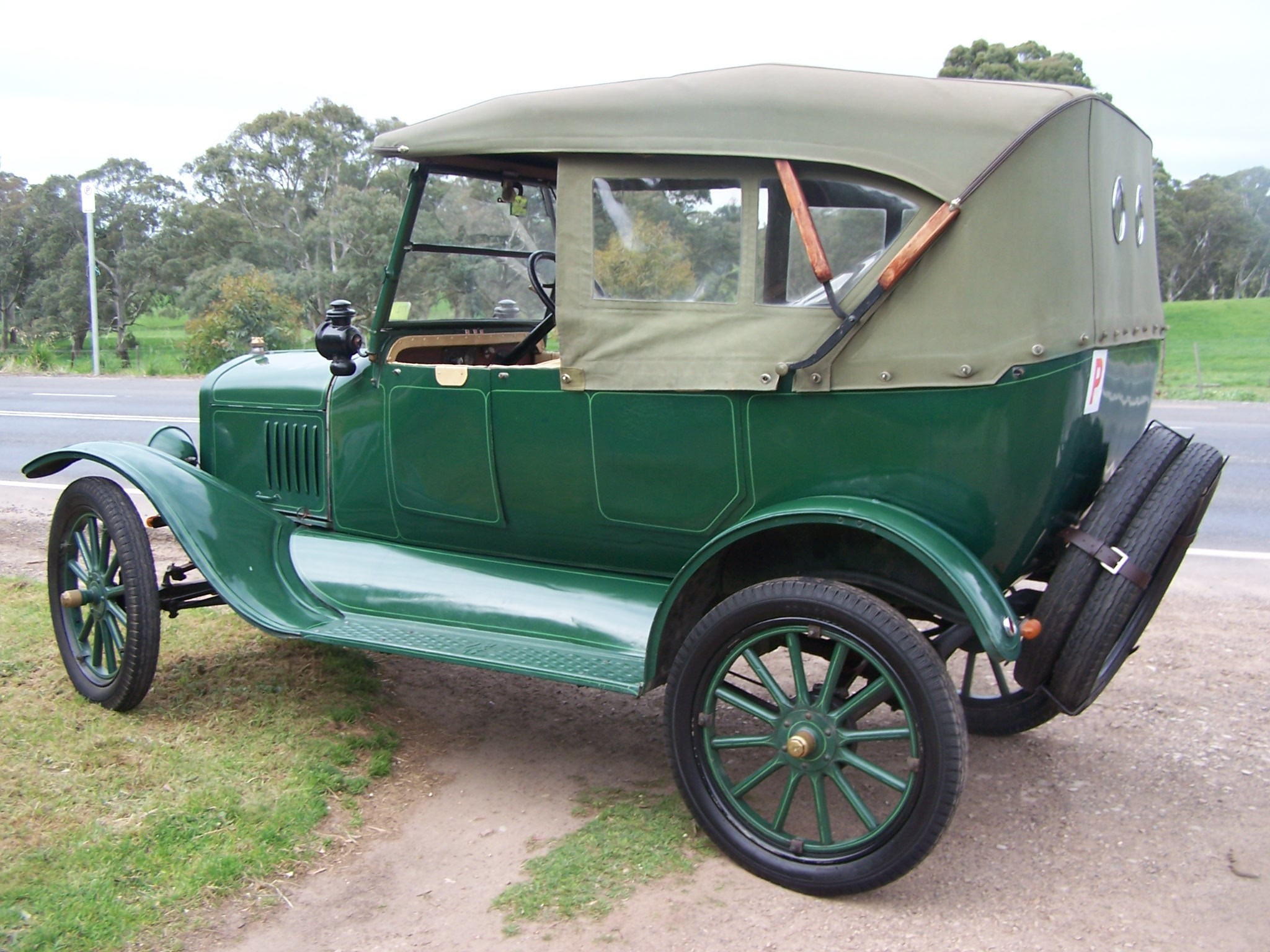
Une Ford T australienne.

Les voitures construites avant 1919 sont considérées comme appartenant à l'ère des « vétérans », celles sorties d'usine après cette date étant des « vintage ». Aujourd'hui, il existe deux clubs principaux pour la conservation et la restauration des Ford T : le Model T Ford Club International et le Model T Ford Club of America. En France, le COFF - Club Obsolète Ford France, rassemble des collectionneurs. Bon nombre des pièces d'acier sont encore produites aujourd'hui, et on trouve même des répliques en fibre de verre de pièces de carrosserie, destinées à la construction de hot rods imitant la Ford T.

## Fiche technique
Extrait du Model T Advance Catalog - 1908 (Henry Ford Museum)

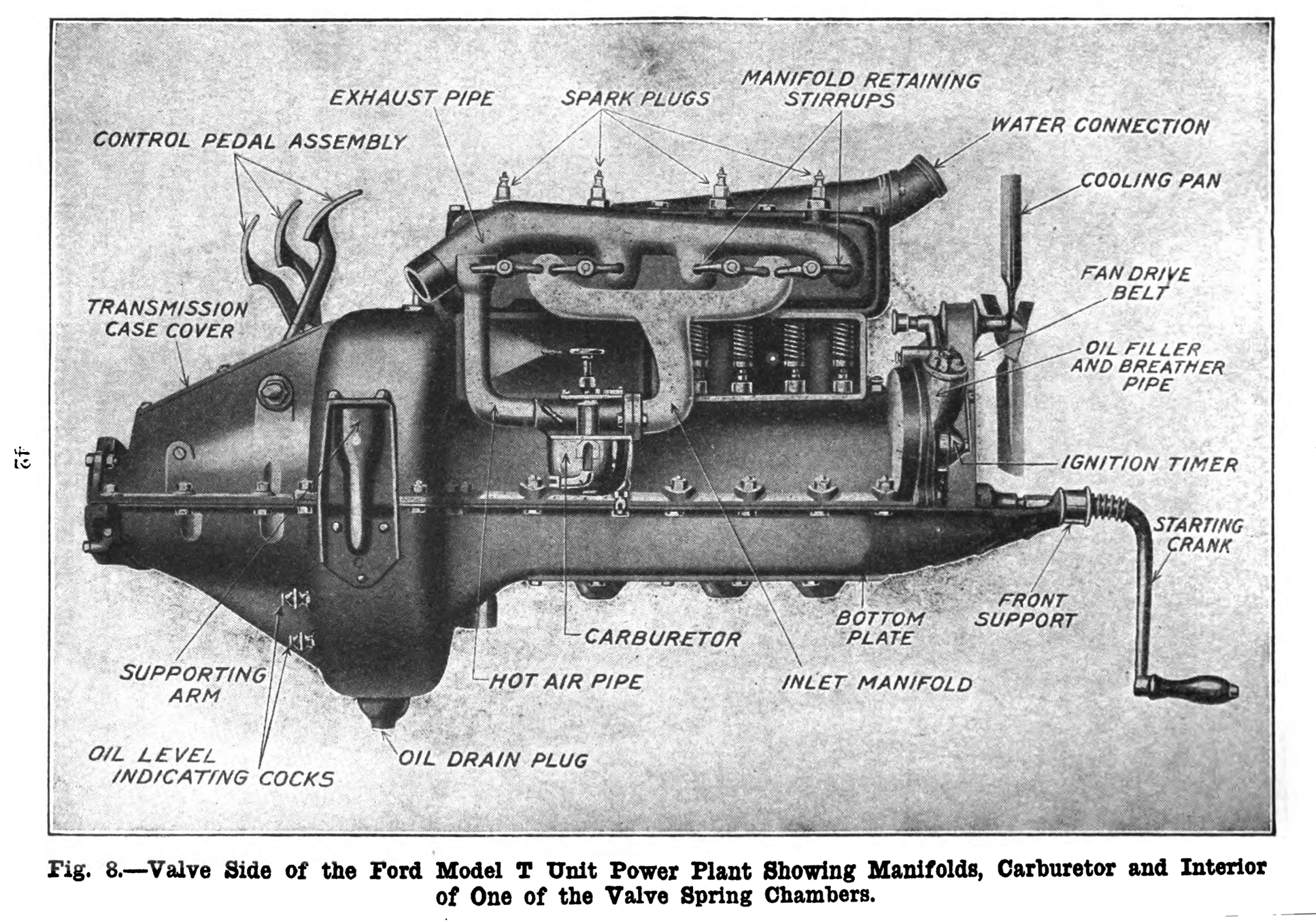
Moteur Ford T (1917).

- Moteur : 4 cylindres verticaux, cycle à 4 temps, 20 ch, 3 pouces 3/4 × 4 pouces (95,25 × 101,6 mm), cylindrée 2 896 cm3, cylindres coulés d'un seul bloc, avec chambres d'eau autour de la moitié supérieure du bloc. Fonte grise à grains fins.
- Soupapes : Extra larges, toutes du côté gauche (soupapes latérales).
- Arbres : Vilebrequin et arbre à cames forgés et non soudés, alliage acier au vanadium Ford forgé à chaud, portées polies.
- Carter : Partie supérieure fixée au bloc-moteur. Partie inférieure en acier pressé et étiré pour former le logement bas de la magnéto et de la transmission.
- Refroidissement : Système thermosiphon.
- Allumage : Magnéto Ford, basse tension, composée d'une couronne d'induits solidaires du bloc moteur et d'un rotor d'aimants permanents sur le volant moteur.
- Carburateur : Composé d'une cuve à niveau constant et d'un tube d'aspiration et de léchage,
- Transmission : Système épicycloïdal avec engrenages satellites et planétaires Ford, baignant dans l'huile, traités métal au vanadium Ford à chaud. Ensemble silencieux : une démultiplication (4/11), une prise directe, une marche arrière, faciles à passer.
- Lubrification : Système combinant barbotage et gravité - simple et peu efficace sur les fortes déclivités.
- Embrayage : À disques multiples métalliques, fonctionnant dans l'huile.

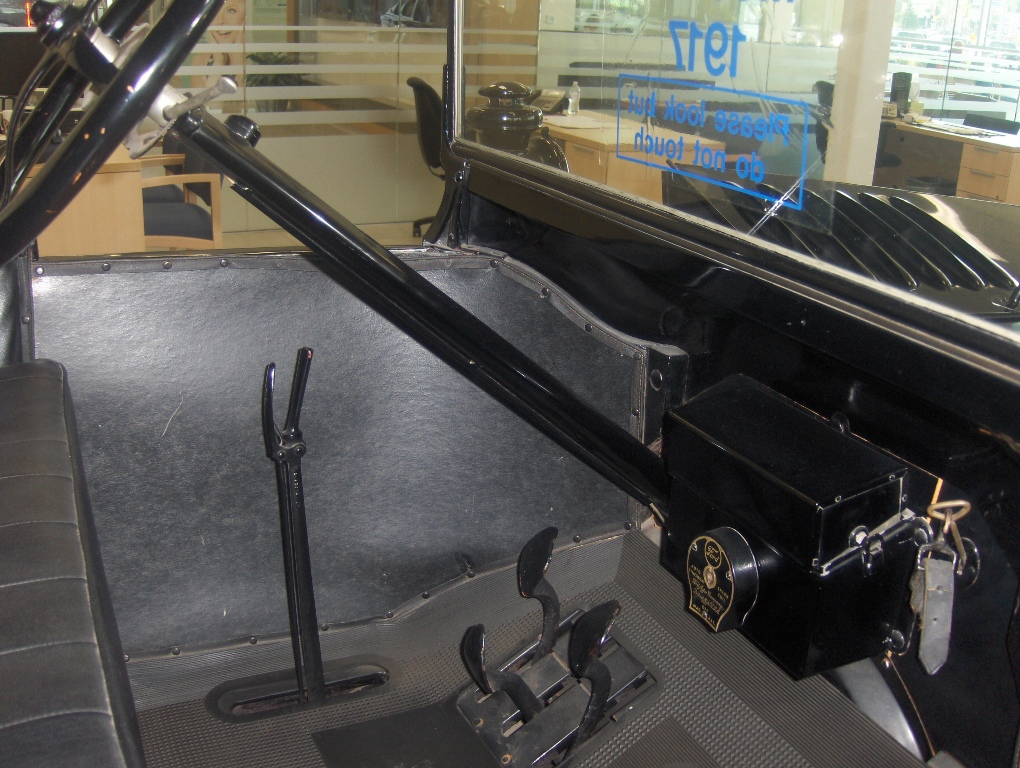
Commandes de conduite d'un modèle T de 1917.

- Manettes : Marches avant par levier et pédale. Marche arrière par pédale. Accélérateur et avance à l'allumage sous le volant de direction.
- Transmission arrière : Par arbre à cardan avec joint universel unique vers le pont arrière, en direct sur l'axe arrière. Système Ford à trois points (breveté tous pays) avec toutes pièces en mouvement enfermées dans une boîte étanche, tournant dans l'huile. Acier au vanadium partout.
- Train avant : Une pièce forgée, section en I, traitement spécial, acier au vanadium.
- Direction : Réduction système Ford, irréversible.

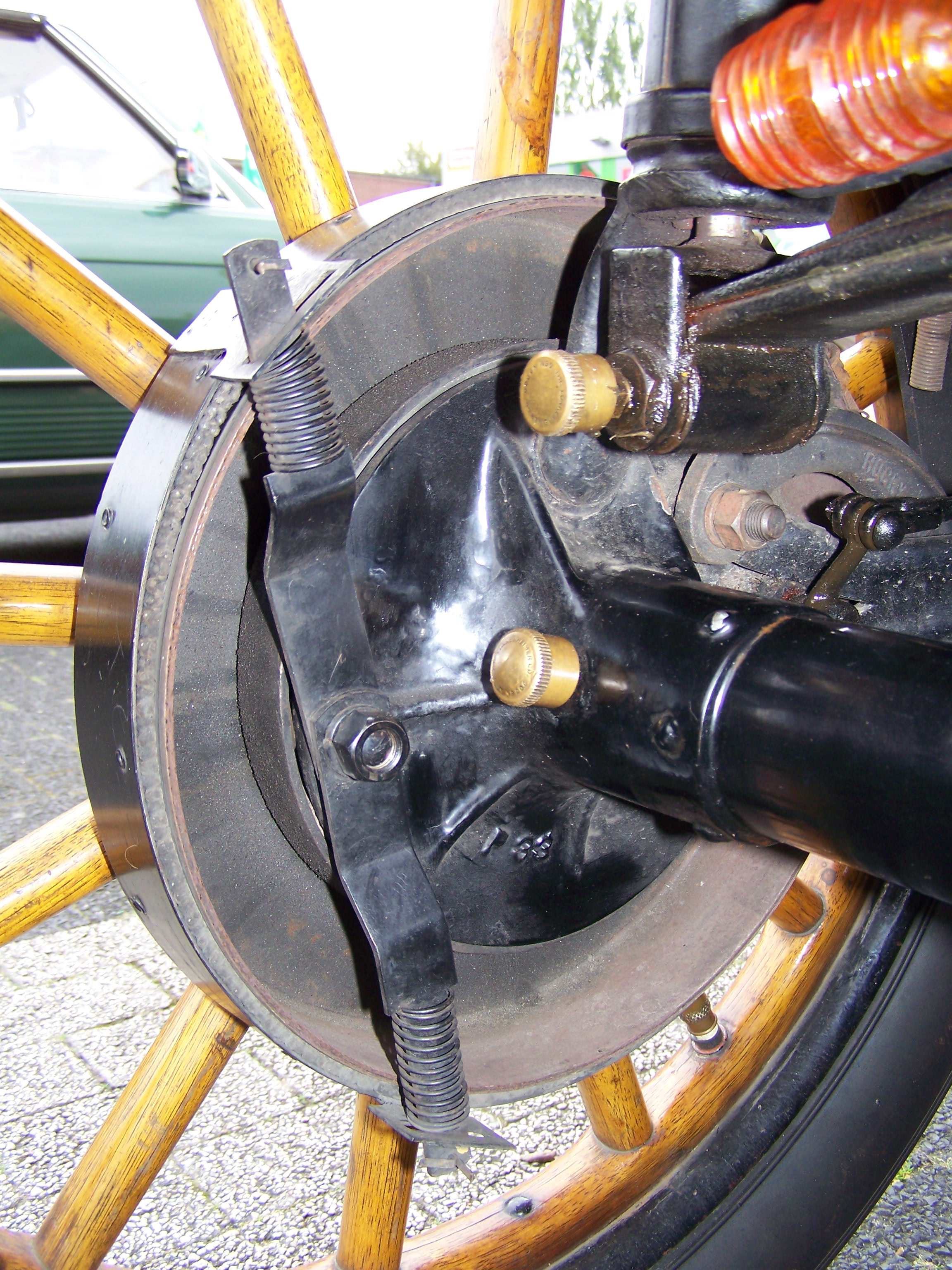
Frein arrière à tambour.

- Freins : deux types. (a) Frein de service sur la transmission ; (b) Freins à expansion interne sur les tambours de roues arrière.
- Roues : En bois type artillerie. Moyeux extra longs.
- Pneus : pneumatiques ; arrière 30 × 3 pouces 1/2, avant 30 × 3 pouces.
- Suspension : Avant et arrière, ressorts semi-elliptiques (transversal à l'avant).
- Empattement : 100 pouces ; écartement 56 pouces, 60 pouces pour les routes du sud sur commande.
- Réservoir : 10 gallons US (37,80 litres). Réservoir d'essence cylindrique monté directement sur le cadre.
- Équipement standard : Lampes à huile de côté, lampe arrière, avertisseur et fixations de lampe à gaz. Touring Car et Roadster équipées pour recevoir la capote.
- Poids : 1 200 livres (544,32 kg).
- Prix : 850 dollars, FOB (Franco On Board), Détroit, Michigan.
- Vitesse : 70 km/h

## Quelques dates
- 1908 : début de la production.
- 1909 (juin) : organisation du raid automobile New York-Seattle, organisé par Henry Ford.
- 1922 : la production dépasse le million annuel. Le 4 février, Henry Ford achète la société Lincoln.
- 1923 : nouvelles carrosseries avec la Tudor et la Fordor.
- 1924 : le 4 juin sort la dix-millionième Ford T[13], la firme s'installe au Mexique et au Japon puis l'année suivante en Australie.
- 1925 : Ford fabrique 44 % de la production automobile américaine. Les pneus ballons arrivent tout comme le retour au choix de la teinte de carrosserie. Le prix du Touring est au plus bas : 290 dollars (850 $ au lancement fin 1908).
- 1926 : Ford fabrique 36 % de la production automobile américaine et propose désormais quatre teintes de carrosserie.
- 1927 : le 18 mai sort la 15 000 000e Ford T et la production cessera un peu plus tard pour laisser place à la Ford Model A .

## Littérature
Gertrude Stein avait des problèmes d'allumage avec sa vieille Ford T selon Ernest Hemingway.

## Bande dessinée
Dans Tintin au Congo (1931), Tintin et Milou utilisent une Ford T, visible sur la couverture de l'album.
La Ford T a servi d'héroïne et de gag récurrent dans la série de Maurice Tillieux Marc Lebut et son voisin, parue à partir de 1966 dans le Journal de Spirou. La série met en scène le désinvolte Marc Lebut et son voisin, le rondouillard et pusillanime M. Goular, qui sert à Marc Lebut de souffre-douleur.

## 24 Heures du Mans
Le concessionnaire Ford parisien Charles Montier et son beau-frère Albert Ouriou ont engagé une version fortement modifiée du modèle T (la « Montier Special ») lors des trois premières 24 Heures du Mans. Ils ont terminé 14ème dans la course inaugurale de 1923.